# 複合式光碟機
複合式光碟機（英語：Combo drive）是一種結合CD-R和CD-RW錄寫、及數碼多功能影音光碟讀取（但不能錄寫）功能的光碟機，有些廠商則將此媒體功能稱作「CD-RW/DVD-ROM」。這個字詞主要作為蘋果公司使用的低端設備之術語，來和高端的SuperDrive做出區隔，後者便能夠讀取和錄寫在CD和DVD上的紀錄內容。複合式光碟機研發的目則是為了在光碟機和DVD錄放影機之間有著中間選項，不過當時安裝複合式光碟機通常是需要花費300美元成本的昂貴選擇。
當前蘋果電腦組裝的電腦中已經取消安裝複合式光碟機，其中2008年時MacBook就將SuperDrive列為標準配置；而截至2009年3月，Mac mini也同樣將SuperDrive作為配置設備，而不再採用複合式光碟機。近來複合式光碟機則主要是指能夠讀寫CD和DVD、但只能讀取藍光光碟，有些廠商則將此稱作「複合式藍光光碟機」、或「BD-ROM/DVD±RW/CD-RW光碟機」。

## 外部連結
- Example of a barebone combo (CD-RW/DVD-ROM) drive for desktop PC, made by Sony.（页面存档备份，存于）